# Boeny
Boeny – region Madagaskaru, ze stolicą w Mahajanga. Dawniej należał do Prowincji Mahajanga.

## Geografia
Zajmuje powierzchnię 31 046 km² i położony jest w północno-zachodniej części wyspy, u wybrzeży Kanału Mozambickiego oraz zatok Helodrano Mahajambe i Helodrano Baly. Od wschodu graniczy z regionem Sofia, od południowego wschodu i południa z regionem Betsiboka, a od południowego zachodu z Melaky. Przez region przebiegają drogi RN 4 i RN 6. Na jego terenie położone są parki narodowe: Ankarafantsika, Baie de Baly oraz Tsigny de Namoroka.

## Demografia
Jego zaludnienie wynosiło w 1993 roku 390 138 osób. W 2004 wynosiło ok. 543 200. Według spisu z 2018 roku populacja wzrosła do 929,3 tys. mieszkańców.

## Podział administracyjny
W skład regionu wchodzi 6 dystryktów:
- Ambato-Boeny
- Mahajanga I
- Mahajanga II
- Marovoay
- Mitsinjo
- Soalala